# Anorostoma currani
Anorostoma currani är en tvåvingeart som beskrevs av Garrett 1922. Anorostoma currani ingår i släktet Anorostoma och familjen myllflugor. Inga underarter finns listade i Catalogue of Life.